# 川平灣小島

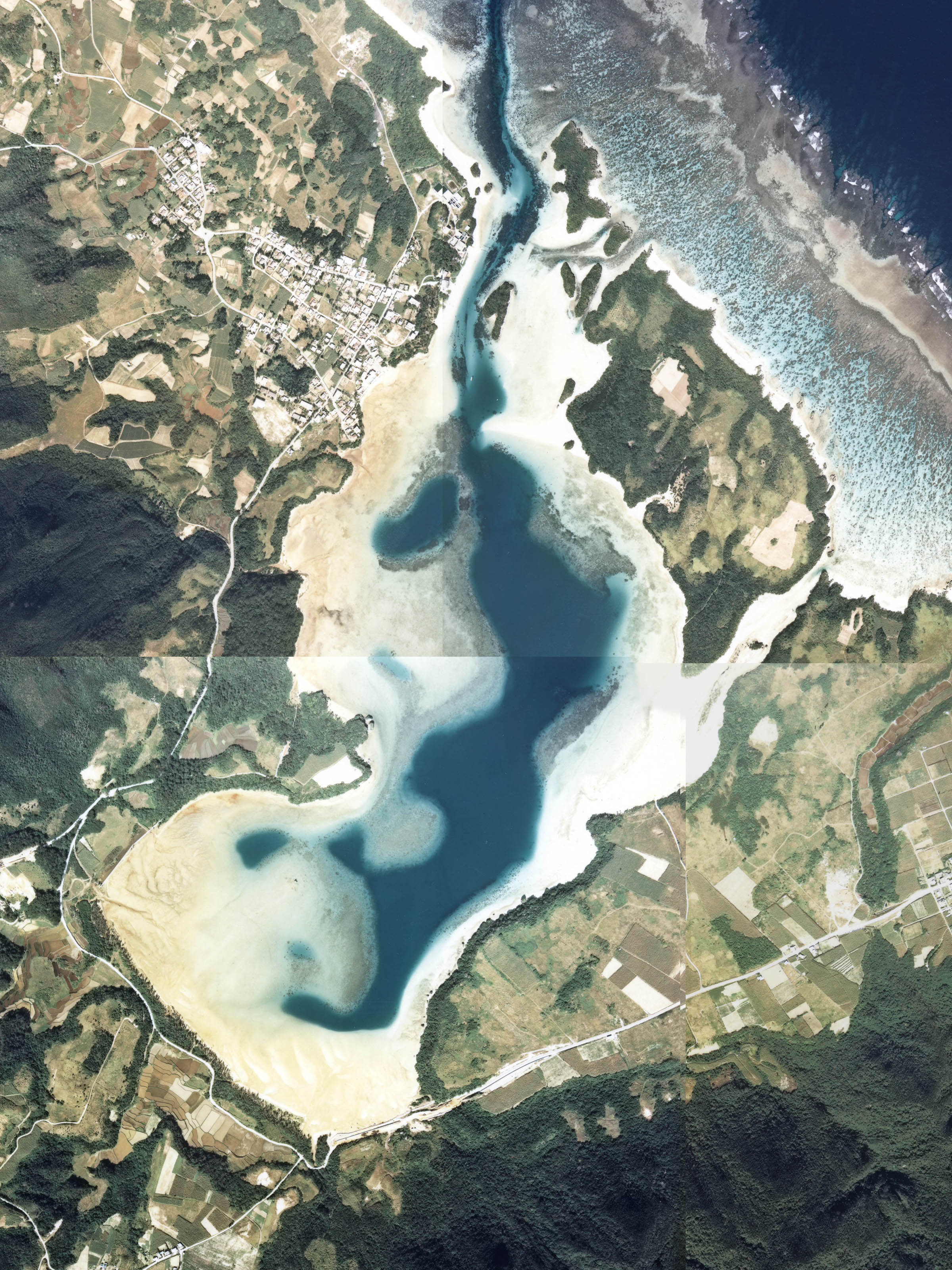
右上角為川平灣小島(1977年攝)

川平灣小島（日文：、片假名：、羅馬拼音： Kabirawan-kujima），是位於八重山群島的石垣島川平灣的一個荒島，是川平灣內最大的島嶼，屬於日本沖繩縣石垣市管轄；也有人稱其為川平小島或小島。
在二次大戰前島上曾經種植甘蔗，現以牧草地為主，島上有石垣牛放牧。